# Путь Ілліча (Палласовський район)
Путь Ілліча (рос. Путь Ильича) — селище у Палласовському районі Волгоградської області Російської Федерації.
Населення становить 702  особи. Входить до складу муніципального утворення Приозерне сільське поселення.

## Історія
Селище розташоване у межах українського історичного та культурного регіону Жовтий Клин.
Згідно із законом від 30 грудня 2004 року № 982-ОД органом місцевого самоврядування є Приозерне сільське поселення.

## Населення
| 2010 | 2014 | 2015 | 2016 | 2017 |
| ---- | ---- | ---- | ---- | ---- |
| 759  | ▼730 | ▲736 | ▼725 | ▼702 |